# Polisz kicz projekt... kontratakuje!
Polisz kicz projekt... kontratakuje! – polski film komediowy z 2006 roku w reżyserii Mariusza Pujszo.
Zdjęcia do filmu powstały: w Nałęczowie, Zakopanem, okolicach Olsztynka, w Cannes, Nowym Jorku i Los Angeles.

## Opis fabuły
Po kilku latach przerwy Mariusz i Michał ponownie postanawiają nakręcić film z pięknymi dziewczynami. Szukając najbardziej odpowiedniego gatunku, pozwalającego pokazać w pełni walory aktorek, decydują się na horror. Ma to być coś wyjątkowo mocnego, przerażającego, ale utrzymanego w rodzimych realiach. Widzą tylko dwa problemy: fundusze i obsadę.
Mariusz bierze ich rozwiązanie na siebie. Jak przy poprzednim projekcie, tak i teraz, rozkręca machinę produkcyjną ogłaszając ogólnopolskie castingi. Wszystko idzie zgodnie z planem, gdy nagle okazuje się, że nauczone doświadczeniem dziewczyny nie są już takie naiwne i nie zamierzają płacić ani za castingi, ani za powierzone im przez reżysera role. Niezrażony niepowodzeniami Mariusz wpada na pomysł zaangażowania do filmu dziewczyn, których rodzice bądź narzeczeni są bardzo bogaci.
Dodatkowe pieniądze mają pochodzić z obozu filmowego. Każdy uczestnik marzący o karierze aktorskiej, za udział w nim słono zapłaci. Realizatorzy „Legendy” mają nadzieję, że film okaże się dużym sukcesem i zainteresują się nim Amerykanie.

## Obsada
- Mariusz Pujszo jako Mariusz
- Michał Anioł jako Michał
- Agnieszka Gąsior jako Agnieszka
- Katarzyna Sowińska jako Kasia
- Agata Dratwa jako Agata

i inni